# Mohsen El Anany
Mohsen El Anany (ur. 21 maja 1985 w Tunisie) – egipski lekkoatleta specjalizujący się w rzucie młotem.
W 2001 bez powodzenia startował w mistrzostwach świata kadetów, które odbywały się w Debreczynie na Węgrzech. Trzy lata później zdobył srebrny medal mistrzostw świata juniorów - w Grosseto uzyskał rezultat 72,98. Trzykrotny uczestnik mistrzostw świata seniorów - Helsinki 2005, Osaka 2007 oraz Berlin 2009 (we wszystkich występach nie awansował do finału). Brązowy medalista mistrzostw Afryki w 2006 roku. Rok później zajął drugie miejsce w igrzyskach afrykańskich. W 2008 reprezentował Egipt podczas igrzysk olimpijskich w Pekinie, gdzie jednak spalił wszystkie trzy próby w eliminacjach i odpadł z dalszej rywalizacji. Złoty medalista igrzysk frankofońskich (Bejrut 2009). Zdobył mistrzostwo Afryki w Nairobi w roku 2010. Wielokrotny mistrz i rekordzista kraju.

## Rekordy życiowe
- rzut młotem – 77,36 (2010) wynik ten do 2013  był rekordem Egiptu[1]
- rzut młotem (6 kg) – 79,56 (2004) juniorski rekord Egiptu
- rzut ciężarem (hala) – 22,95 (2006) rekord Afryki